# Dash & Lily
Dash & Lily ist eine US-amerikanische Romantic-Comedy-Fernsehserie aus dem Jahr 2020, die am 10. November 2020 von Netflix als Netflix Original veröffentlicht wurde. Die erste Staffel basiert auf dem Roman Dash & Lilys Winterwunder (im Original: Dash and Lily's Book of Dares) von Rachel Cohn und David Levithan.

## Handlung
Die Schülerin Lily ist eine Optimistin, bezeichnet sich selbst als wissbegierig und begeisterungsfähig und ist außerdem ein richtiger Weihnachtsfan, der voller Vorfreude auf die kommende Weihnachtszeit schaut. In ihrer Lieblingsbibliothek startet sie ein Experiment und hinterlässt in einem der Bücherregale ein rotes Notizbuch, in dem sie eine schriftliche Nachricht hinterlässt, in der Hoffnung, dass der Nächste dem das Buch in die Hände fällt, ihr antwortet. Tatsächlich findet der zynische und oft pessimistische Dash, der der Weihnachtszeit überhaupt nichts abgewinnen kann, das Notizbuch und antwortet ihr. Die beiden tauschen nun Nachrichten über das anfangs im Bücherregal, später in ganz Manhattan versteckte Notizbuch aus. Die beiden vertrauen sich in der Anonymität der Nachrichten über ihre persönlichen Wünsche, Sorgen, Ängste und Hoffnungen aus und irgendwann stellen sie fest, dass zwischen ihnen mehr als eine Brieffreundschaft ist. Doch beide zögern sich auf ein reales Treffen einzulassen.

## Besetzung und Synchronisation
Die deutschsprachige Synchronfassung entstand nach einem Dialogbuch und unter Dialogregie von Peter Baatz-Mechler im Auftrag der Berliner Synchron.
| Rolle           | Darsteller              | Synchronsprecher   |
| --------------- | ----------------------- | ------------------ |
| Hauptdarsteller |                         |                    |
| Dash            | Austin Abrams           | Marco Eßer         |
| Lily            | Midori Francis          | Daniela Molina     |
| Boomer          | Dante Brown             | Oliver Szerkus     |
| Langston        | Troy Iwata              | Tobias Diakow      |
| Nebendarsteller |                         |                    |
| Sofia           | Keana Marie             | Laura Elßel        |
| Jeff, der Elf   | Michael Cyril Creighton | Christian Gaul     |
| Mark            | Patrick Vaill           | Tim Knauer         |
| Onkel Sal       | William Hill            | Lutz Schnell       |
| Aryn            | Leah Kreitz             | Isabelle Höpfner   |
| Roberta         | Ianne Fields Stewart    | Philippa Jarke     |
| Priya           | Agneeta Thacker         | Lisa May-Mitsching |
| Arthur Mori     | James Saito             | Peter Reinhardt    |
| Adam            | Gideon Emery            | Tobias Nath        |
| Grace           | Jennifer Ikeda          | Rubina Nath        |
| Benny           | Diego Guevara           | Daniel Gärtner     |
| Edgar Thibaud   | Glenn McCuen            | Max Felder         |
| Mrs. Basil E    | Jodi Long               | Nina Herting       |

In Gastrolle sind unter anderem Nick Jonas (synchronisiert von Armin Schlagwein) und die Jonas Brothers zu sehen.

## Hintergrund
Netflix bestellte im Oktober 2019 die erste Staffel der Buchadaption von Dash & Lilys Winterwunder, geschrieben von Rachel Cohn und David Levithan. Für die Adaption zeigten sich die Showrunner Joe Tracz und Lauren Moon verantwortlich. Dash & Lily ist eine Produktion von 21 Labs Entertainment (Executive Producer: Shawn Levy und Josh Barry) und Image 32 (Executive Producer: Nick Jonas). Die Dreharbeiten fanden im kanadischen Vancouver und in New York unter anderem in der Morgan Library, der Grand Central Station, dem Union Square und im Central Park statt.
Ende Oktober 2020 wurde der erste Trailer veröffentlicht. Die Veröffentlichung der achtteiligen ersten Staffel fand am 10. November 2020 auf Netflix statt.

## Episodenliste
| Nr.                                                                          | Deutscher Titel | Originaltitel  | Regie             | Drehbuch     |
| ---------------------------------------------------------------------------- | --------------- | -------------- | ----------------- | ------------ |
| 1                                                                            | Dash            | Dash           | Brad Silberling   | Joe Tracz    |
| 2                                                                            | Lily            | Lily           | Brad Silberling   | Joe Tracz    |
| 3                                                                            | Chanukkah       | Hanukkah       | Pamela Romanowsky | Carol Barbee |
| 4                                                                            | Cinderella      | Cinderella     | Pamela Romanowsky | Carol Barbee |
| 5                                                                            | Edgar und Sofia | Sofia & Edgar  | Fred Savage       | Lauren Moon  |
| 6                                                                            | Heiligabend     | Christmas Eve  | Fred Savage       | Harry Tarre  |
| 7                                                                            | Weihnachten     | Christmas      | Fred Savage       | Rachel Cohn  |
| 8                                                                            | Silvester       | New Year’s Eve | Fred Savage       | Joe Tracz    |
| Alle Folgen wurden weltweit am 10. November 2020 auf Netflix veröffentlicht. |                 |                |                   |              |

## Rezeption
Die Serie wurde von Kritikern weitgehend positiv aufgenommen. Der Wertungsaggregator Rotten Tomatoes errechnete aus den Kritiken von 22 Kritikern eine Weiterempfehlungsrate von 100 Prozent bei einer Durchschnittsbewertung von 7,62 von 10 Punkten. Metacritic errechnete aus den Kritiken von vier Kritikern eine Durchschnittsbewertung von 80 von 100 Punkten.
Oliver Armknecht schrieb für Filmrezensionen.de, dass Dash & Lily „eine streng genormte RomCom“ sei, die zum Ende „den richtig großen Kitsch“ auspacke. Trotzdem hebe sich die Serie von den üblichen Produktionen ab, als besonders hebt er dabei die „eigentümliche Schnitzeljagd der beiden Jugendlichen“ und die tolle Besetzung bevor, denn die beiden Hauptdarsteller „geben ein ungemein charismatisches Duo ab, dem man einfach gern zusieht, selbst in den banalsten Momenten.“ Außerdem lobt er die in Netflixproduktionen übliche Diversität. Peter Osteried schrieb 2020 für Cineman.ch, dass die Serie „die perfekte Weihnachtsunterhaltung“ sei, auch er hebt die sympathischen Figuren hervor und nimmt den Kitsch wahr, den er jedoch als „die gute Form von Kitsch“ bezeichnet. Als Fazit hält er fest: „Ein Highlight, bei dem man es sich am besten mit einer Tasse heisser Schokolade vor dem Fernseher gemütlich macht.“